# Viktor Cholnoky
Viktor Cholnoky (23. prosince 1868, Veszprém – 5. června 1912, Budapešť) byl maďarský spisovatel, překladatel, novinář.

## Život
Viktor Cholnoky absolvoval střední školu ve Veszprému. Dále studoval práva v Győru a Budapešti, nicméně studium nedokončil, jelikož se v roce 1894 stal novinářem ve svém rodném městě. Jeho články vycházely v týdenních vydáních časopisu The Week.

## Poezie
Viktor Cholnoky zařazoval do svých spisů podivné postavy a groteskní situace, které zobrazují rozčarovaného ducha a nedostupného moderního občana. Jeho první svazek obsahuje překlady a romány inspirované dílem Marka Twaina – zde se Viktor Cholnoky věnoval zejména popisu exotické krajiny, báječných postav každodenního života (vyjadřující úzkostnou realitu).

## Díla
- Mozgai Pál, dětský hrdina, 1907
- Podvodní podvodníci, 1909
- Konverzace, 1910
- Kaleidoskop, 1913
- Oči Trivulzia, 1980
- Výběr z méně známých spisů Viktora Cholnokého, 1993
- Je to snílek, 2001
- Tobias a další pokušení, 1999